# Snæfellsbær
Snæfellsbær es un municipio localizado en la región de Vesturland al oeste de Islandia. Se encuentra en el extremo occidental de la península de Snæfellsnes.